# 唱歌 (教科)
唱歌（しょうか）は、第二次世界大戦前の日本における尋常小学校、高等小学校の教科の一である。現在の音楽にあたる。

## 沿革

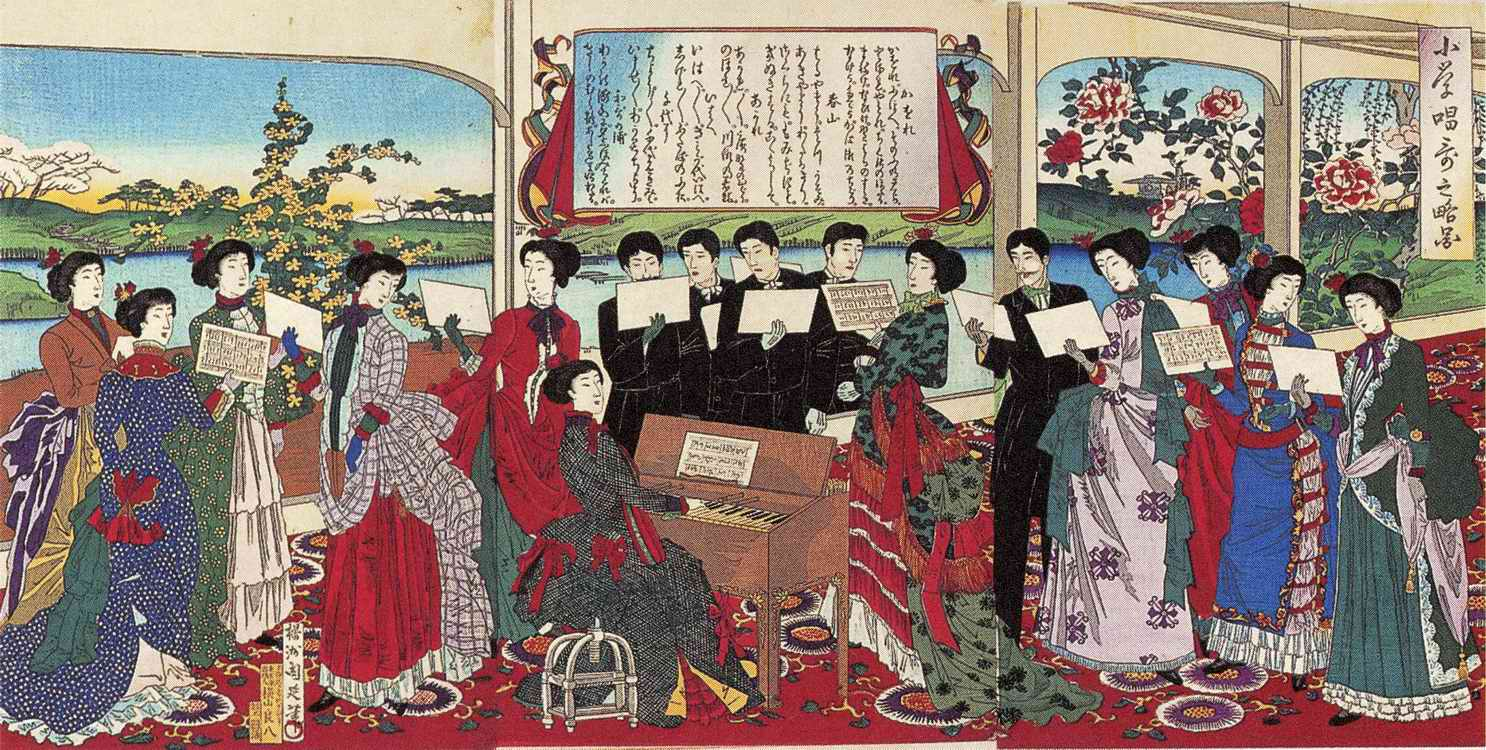
周延 「小学唱歌之略図」1887年

1872年、学制が発布されたとき小学校の一教科として定められた。ただしこれは外国の制度を模倣しただけであり、教員や教材が無いため「奏楽」と併せて「当分之を欠く」という註がされていて有名無実な教科だった。その後の教育令、改正教育令、小学校令でも必須ではなかった。
そこで1879年、伊沢修二の主唱で文部省は学校における音楽教育の研究のために音楽取調掛を創設した。まず、『小学唱歌集』が伊沢修二、メーソンらによって編集された。楽曲の多くは「蝶々」、「蛍の光」、「仰げば尊し」など外国曲に歌詞をつけたものであった。1886年文部大臣の検定を経たものでなければ、小学校の教科書として採用することができなくなり、当分の間この規定によって民間から出たものが採用されるようになった。1888年頃から民間出版の唱歌集が出てきた。
はじめのうちは外国曲が多かったが瀧廉太郎などの日本人の作曲も増えてきた。1901年小学校令の改正に伴う「小学校令施行規則」に於いて「唱歌ハ平易ナル歌曲ヲ唱フコトヲ得シメ兼テ美感ヲ養ヒ徳性ノ涵養ニ資スルヲ以テ要旨トス」と目的を定められた。そして1907年、小学校令が改正されて初めて必須科目となったのである。1910年、『尋常小学読本唱歌』を文部省が編纂した。この本の最大の特徴は全曲が日本人によって作曲された点である。以後、唱歌については文部省著作の教科書と文部大臣の検定を経た民間の教科書が併用された。
以後、唱歌は30年にわたって学校で教え続けられた。戦時体制下の1941年、国民学校令の施行で唱歌は芸能科音楽へと発展的解消した。

## 文献

### 全般
- 堀内敬三、井上武士「解説」　堀内敬三、井上武士/編　『日本唱歌集』　岩波書店〈岩波文庫〉、1958年、ISBN 400310921X
- 園部三郎、山住正己/著　『日本の子どもの歌:歴史と展望』　岩波書店〈岩波新書〉、1962年
- 海後宗臣、仲新/編　 『日本教科書大系 近代編 第25巻 唱歌』　講談社、1965年
  - 海後宗臣、仲新/編　『近代日本教科書総説 解説篇』　講談社、1969年
- 井上武士/著　『音楽教育明治百年史』　音楽之友社、1967年
- 山住正己/著　『唱歌教育成立過程の研究』　東京大学出版会、1967年
- 東京芸術大学音楽取調掛研究班/編　『音楽教育成立への軌跡:音楽取調掛資料研究』　音楽之友社、1976年
- 田甫桂三/編著　『近代日本音楽教育史 1 西洋音楽の導入』　学文社、1980年
- 田甫桂三/編著　『近代日本音楽教育史 2 唱歌教育の日本的展開』　学文社、1981年
- 浅香淳/編　『小学校音楽教育講座 第2巻 音楽教育の歴史』　音楽之友社、1983年、ISBN 4276021022
- 東京芸術大学百年史編集委員会/編　『東京芸術大学百年史 東京音楽学校篇 第1巻』　音楽之友社、1987年、ISBN 4276006112
- 河口道朗/著　『音楽教育の理論と歴史』　音楽之友社、1991年、ISBN 4276311144
- 山住正己/著　『子どもの歌を語る:唱歌と童謡』　岩波書店〈岩波新書〉、1994年、ISBN 4004303524
- 河口道朗/著　『近代音楽教育論成立史研究』　音楽之友社、1996年、ISBN 4276311713
- 岩井正浩/著　『子どもの歌の文化史:二〇世紀前半期の日本』　第一書房、1998年、ISBN 4804201335
  - 岩井正浩/著　『増補 子どもの歌の文化史:二〇世紀前半期の日本』　第一書房、2003年、ISBN 4804201335
- 芸術研究振興財団、東京芸術大学百年史編集委員会/編　『東京芸術大学百年史 東京音楽学校篇 第2巻』　音楽之友社、2003年、ISBN 4276006112
- 山口幸男/著　『明治期郷土唱歌 地理教育的・総合学習的考察』 学芸図書、2003年、ISBN 4761603739
- 杉田政夫/著　『学校音楽教育とヘルバルト主義:明治期における唱歌教材の構成理念にみる影響を中心に』　風間書房、2005年、ISBN 4759914994
- 鷹野良宏/著　『唱歌教材で辿る国民教育史:ハナハト世代からサイタサクラ育ちの憶えた歌』　日本図書刊行会、2006年、ISBN 4823106903
- 山東功/著　『唱歌と国語:明治近代化の装置』　講談社〈講談社選書メチエ〉、2008年、ISBN 9784062584067

### 人物
- 大槻三好/著　『明治唱歌の父石原和三郎読本』　群馬出版センター、1989年
- 猪瀬直樹/著　『ふるさとを創った男』　日本放送出版協会, 1990年、ISBN 4140051574
  - 猪瀬直樹/著　『唱歌誕生:ふるさとを創った男』　文藝春秋〈文春文庫〉、1994年、ISBN 416743105X
  - 猪瀬直樹/著　『日本の近代猪瀬直樹著作集 9 唱歌誕生:ふるさとを創った男』　小学館、2002年、ISBN 4093942390
- 丸山忠璋/著　『言文一致唱歌の創始者田村虎蔵の生涯』　音楽之友社、1998年、ISBN 4276129141
- 鎌谷靜男/著　『尋常小学読本唱歌編纂秘史』　文芸社、 2001年、ISBN 4835529766
- 奥中康人/著　『国家と音楽:伊沢修二がめざした日本近代』　春秋社、2008年、ISBN 9784393930236

### 楽曲
- 中島幸三郎/著　『鉄道唱歌物語:“歌の旅行案内”の生誕と作者をめぐる人間哀史』　交通日本社〈交日新書〉、1964年
- 中島幸三郎/著　『汽笛一声新橋を:決定版・鉄道唱歌物語』　佑啓社、1968年
- 大悟法利雄/著　『なつかしの鉄道唱歌』　講談社、1969年
- 市川健夫、小林英一/編著　『県歌・信濃の国』　銀河書房、1984年
- 海老沢敏/著　『むすんでひらいて考:ルソーの夢』　岩波書店、1986年
- 安田寛/著　『唱歌と十字架:明治音楽事始め』　音楽之友社、1993年
- 杉本皆子/著　『フォスターの音楽:アメリカ文化と日本文化』　近代文芸社、1995年
- 読売新聞文化部/著　『唱歌・童謡ものがたり』　岩波書店、1999年、ISBN 4000233408
- 大塚野百合/著　『賛美歌・唱歌ものがたり』　創元社, 2002年、ISBN 442214362X
- 大塚野百合/著　『賛美歌・唱歌ものがたり 2 「大きな古時計」と賛美歌』　創元社、2003年、ISBN 4422143654
- 安田寛/著　『「唱歌」という奇跡十二の物語:讃美歌と近代化の間で』　文藝春秋〈文春新書〉、2003年、ISBN 4166603469
- 西川久子/著　『「むすんでひらいて」とジャン・ジャック・ルソー』　かもがわ出版、2004年、ISBN 487699837X
- 小川和佑/著　『唱歌・讃美歌・軍歌の始源』　アーツアンドクラフツ、2005年、ISBN 4901592300
- 竹内貴久雄/著　『唱歌・童謡一〇〇の真実:誕生秘話、謎解き伝説を追う』　ヤマハミュージックメディア、2009年、ISBN 9784636845853

### 歌詞・楽譜
- 堀内敬三、井上武士/編　『日本唱歌集』　岩波書店〈岩波文庫〉、1958年、ISBN 400310921X
  - 堀内敬三、井上武士/編　『日本唱歌集』　岩波書店〈岩波版ほるぷ図書館文庫〉、1975年
  - 堀内敬三、井上武士/編　『日本唱歌集』　岩波書店〈岩波クラシックス〉、1983年
  - 堀内敬三、井上武士/編　『日本唱歌集』　岩波書店〈ワイド版岩波文庫〉、1994年、ISBN 400007136X
  - 堀内敬三、井上武士/編　『日本唱歌集』　岩波書店〈岩波文庫 特装版〉、1997年
- 井上武士/編　『日本学校唱歌選集』　カワイ楽譜、1964年　目次（国立国会図書館）
- 園部三郎/編　『日本の詩歌 別巻 日本歌唱集』　中央公論社、1968年
  - 園部三郎/編　『日本の詩歌 別巻 日本歌唱集』　中央公論社〈中公文庫〉、1974年、ISBN 412200120X
- 堀内敬三/著　『定本 日本の唱歌』　実業之日本社、1970年
- 井上武士/編　『日本唱歌全集』　音楽之友社、1972年、ISBN 4276133807
- 金田一春彦、安西愛子/編　『日本の唱歌 上 明治篇』　講談社〈講談社文庫〉、1977年、ISBN 4061313681
- 金田一春彦、安西愛子/編　『日本の唱歌 中 大正・昭和篇』　講談社〈講談社文庫〉、1979年、ISBN 406131369X
- 金田一春彦、安西愛子/編　『日本の唱歌 下 学生歌・軍歌・宗教歌篇』　講談社〈講談社文庫〉、1982年、ISBN 4061313703
- 長田暁二/編著　『日本唱歌名曲集』　全音楽譜出版社、1998年、ISBN 4116200409